# The Black Page
A The Black Page Frank Zappa amerikai zeneszerző ütőhangszerekre írt, rendkívül bonyolultnak tartott, ikonikus darabja; a szerzemény 1976-ban született, az első változat a Zappa in New York lemezen hallható.

## A darab története
Eredetileg dobfelszerelésre és ütőhangszerekre íródott, idővel számos áthangszerelt változata született, köztük a „tinidiszkó-változat” vagy az úgynevezett „New Age”-verzió (1988).
Terry Bozzio dobos – akinek Zappa a darabot tulajdonképpen írta – így emlékszik vissza:
Azért írta meg, mert korábban a velünk dolgozó negyvenfős nagyzenekari koncert (lásd: Orchestral Favorites) munkálatai közben hallotta a stúdiózenészeket beszélni arról az érzésről, ami reggelente a felvételekre érkezve elfogja őket a „fekete lappal” való találkozástól rettegve. Elhatározta hát, hogy megírja ezt a „fekete lapot” (The Black Page), aztán ideadta nekem – egyes részeit egyből el is tudtam játszani. De nem hajtott semmi, ott várt a kottaállványomon napi tizenöt percig két héten át, addig dolgozgattam rajta mielőtt komolyan próbálni kezdtünk volna. Két hét után aztán összehoztam és eljátszottam neki. „Nagyszerű!” – mondta, hazavitte, megírta hozzá a dallamot és az akkordváltásokat, és visszahozta. Mi meg elkezdtük játszani.
A darabban hemzsegnek a szokatlan vagy ritkán használt ritmikai képletek (pentolák, szextolák), amik különösen nehézzé teszik az eljátszását. A darab már első előadásakor két változatban létezett: a Black Page #1 a dobfelszerelésre írt alapdarab, míg a Black Page #2 a meghangszerelt, Zappa megfogalmazásában „tinidiszkó”-kísérettel előadott változat. Frank Zappa így vezette fel a „The Black Page #2”-t a Zappa in New York lemezen:
Ez a darab eredetileg egy dobszóló volt... úgy bizony. Na most miután Terry megtanulta a Black Page-et a dobszerelésen, az jutott eszembe, hogy talán jól szólna más hangszereken is, így aztán írtam egy dallamot, ami együtt ment a dobszólóval, ez lett a „The Black Page, első rész” – a kemény változat. Aztán eszembe jutott, hogy mi lesz így a azokkal az emberekkel, akiknek tetszene a Black Page dallama, de nem igazán tudnak mit kezdeni az eredeti formájának a statisztikai sűrűsödéseivel? Úgyhogy dolgoztam még kicsit rajta és írtam egy kis dallamocskát amit most elő is adunk ezzel a kis diszkó-jellegű kísérettel… ez a „Black Page, második rész” – a könnyed tini-New York-változat.
A Zappa Plays Zappa zenekar 2006-os turnéján a vendég volt Terry Bozzio, aki (Joe Travers dobos és Billy Hulting ütős kíséretével) rendszeresen játszotta a Black Page #1-et, a 2., meghangszerelt változatban pedig a szintén a turnén vendégként fellépő Steve Vai játszott főszerepet. A darab azóta is az együttes repertoárján van, a fenti vendégek nélkül is – a gitárdallamot Dweezil Zappa játssza.

## Lemezmegjelenések

### Frank Zappa lemezein
- Zappa in New York – The Black Page Drum Solo / Black Page #1 és Black Page #2, 1976-os felvétel;
- Läther – The Black Page #1 (a The Black Page Drum Solo / Black Page #1 második része; ua. mint a Zappa in New York lemezen)
- Baby Snakes – The Black Page #2, 1977-es felvétel;
- As An Am – Black Page #2, 1981-es felvétel;
- You Can’t Do That on Stage Anymore Vol. 5 – The Black Page #2, 1982-es felvétel;
- Them or Us – gitárszóló Them or Us címmel, 1982-es felvétel;
- Guitar – három gitárszóló 1982-ből: Which One Is It?, Move it or Park it és Do Not Try This At Home, 1982-es felvételek;
- You Can’t Do That on Stage Anymore Vol. 4 – The Black Page (1984)
- A Keyboard Magazine flexi-disc mellékleteként, Soundpage #29, 1987 február; Synclavier változat, Black Page No. 1[2]
- Make a Jazz Noise Here – The Black Page (New Age Version), 1988-as felvétel;

### Mások lemezein
- Trio Cucamonga: Plays Frank Zappa (1989)
- Yahozna: Plays Zappa (1992)
- Various Artists: Sonora (1994 – a Sonora című újság CD-melléklete)
- Omnibus Wind Ensemble: Music By Frank Zappa (1994-95); as The Black Page No 2
- Meridian Arts Ensemble: Anxiety Of Influence (1995); as track 5: The Black Page – Drums Solo and track 6: The Black Page – Ensemble
- Meridian Arts Ensemble: Ear Mind I (1998)
- Le Concert Impromptu & Bossini: Prophetic Attitude (1997)
- The Muffin Men: God Shave The Queen (1999); as The Black Page Drum Solo
- Ensemble Ambrosius: The Zappa Album (2000); as Black Page #2
- Zappa Plays Zappa – Zappa Plays Zappa (DVD) (2007); The Black Page #1 és #2;
- Zappa Plays Zappa – Zappa Plays Zappa (CD) (2007); The Black Page #2;

## Története, koncertváltozatai
(az alábbi összeállítás nagyrészt az Information Is Not Knowledge honlap alapján készült)
1976
- A Zappa in New York lemezen hallható változat, a darab itt hangzik el először (1976 december 27-29., New York, Palladium). Érdekes, hogy ezeken a koncerteken elsőként játszották a 2. részt, majd jópár számmal később az elsőt, a Pound For a Brown szólói között, egy improvizatív dobszólóból indulva. Ezen a '76-77-es turnén csak itt, New Yorkban játszották, se előtte, se később nem.

1977–78
- A Baby Snakes lemezen hallható változat. A turnén Zappa a közönség részvételére is épít (ahogy a Baby Snakes filmben láthatjuk is: a közönség bátor tagjai a színpadon megpróbálnak táncolni (!!!) a meglehetősen komplex ritmusú darabra.

1978. ősz
- Alapvetően a Baby Snakes lemezen hallható változat, bár a zenekar közben szinte teljesen kicserélődött. Viszonylag kevésszer játszották, nincs róla hivatalos felvétel.

1979. tavasz
- A turné végén bukkan fel a darab (összesen 2-3 alkalommal). A legkevésbé feszes és összeszedett előadás, ezért talán Vinnie Colaiuta dobos tehető felelőssé: nagyon lazán, kötetlenül játszik, de ezzel mintha nem adna elegendő támpontot a többieknek; nincs róla hivatalos felvétel.

1981
- Az As An Am kalózlemezen hallható változat – a csapat felállásából (és a képességeikből) következően a hangszerelés pazar, jellemzően hosszú gitárszólóval. A szóló alatti kíséret '81 novembere körül változik merg arra amit a Them or Us-ban hallunk. A gitárszólók minden alkalommal kiválóak, bátrak és kísérletezőek, ugyanez mondható el a kíséretről is.

1982
- A You Can’t Do That on Stage Anymore Vol. 5-ön hallható változat. A szólók ha lehet még egy fokkal a '81-esek fölé emelkednek minőségben és kísérletezőkedvben, a kíséret a Them or Us-ban hallotthoz hasonló – a Guitar albumon három szóló is származik ebből a darabból ("Move It or Park It", "Which One Is It?", és "Do Not Try This At Home").

1984
- A You Can’t Do That on Stage Anymore Vol. 4-en hallható változat, ebben a felállásban ütős és "csodagitáros" híján a dallamot a billentyű/szaxofon játssza. A turné elején (július) gyakran szerepelt nyitószámként, a lemezről ismert hirtelen kezdéssel, majd később a program későbbi részeibe került, ahol mintha jobban is megtalálta volna a helyét. A szóló a 81-82-es időszakhoz képest rövidebb és kevésbé erőteljes.

1988
- A Make a Jazz Noise Here lemezen hallható, erősen áthangszerelt változat: az ütősök helyett itt a fúvóshangszereken van a hangsúly, a nyitó szakaszban az ismert dallamot szokatlanul lassan, hangszerről hangszerre vándorolva halljuk, ami aztán egészen felgyorsulva száguld tovább, a ritmusszekció laza "umca-umcájával" kísérve. A darab végén visszatér a nyitó motívum, ami alatt FZ bemutatja a csapatot. A turné második legtöbbet játszott dala, minden alkalommal legelsőként, koncertnyitó darabként hangzik el.

## Más előadók koncertváltozatai
- ORF – Supercussion:[4] 1984, Bécs. Hangszerelte és a zenekart vezette Gerald Fromme (Youtube videó).
- Ensemble Modern: 1997, 2000, Peter Rundell, Eötvös Péter és John Adams vezényletével.[5]
- Zappa Plays Zappa: 2006-tól, a két változatot jellemzően egymás után játsszák (a Nr. 2, Bozzióval: Youtube videó), 2009-ben Ben Thomas énekes színpadi táncával kísérve (Youtube videó).
- Terry Bozzio szólókoncertjein rendszeresen játssza a darabot (2009: Youtube videó), de volt már hogy Chad Wackerman dobossal duettben adták elő.